# Anna Zaleska-Żmijewska
Anna Julita Zaleska-Żmijewska (ur. 13 grudnia 1971 w Szczytnie) – polska okulistka, doktor habilitowany nauk medycznych, związana z Katedrą i Kliniką Okulistyki II Wydziału Lekarskiego Warszawskiego Uniwersytetu Medycznego.

## Życiorys
W 1990 roku ukończyła z wyróżnieniem Liceum Ogólnokształcące im. Piotra Skargi w Pułtusku. Studia lekarskie ukończyła (także z wyróżnieniem) na Akademii Medycznej w Warszawie w 1996 roku. Roczny staż podyplomowy odbyła w warszawskim Centrum Zdrowia Dziecka. Staż z interny oraz chirurgii odbyła w stołecznym Szpitalu Praskim.  
W 1997 rozpoczęła pracę i studia doktoranckie pod kierunkiem prof. Jerzego Szaflika w Klinice Okulistyki II Wydziału Lekarskiego warszawskiej Akademii Medycznej. W 2000 roku uzyskała I stopień specjalizacji z okulistyki (kierownikiem specjalizacji był prof. Jerzy Szaflik). 
Stopień doktorski uzyskała w 2004 roku na podstawie rozprawy "Zastosowanie mitomycyny C w operacyjnym leczeniu jaskry - ocena preparatu stosowanego śródoperacyjnie miejscowo". W tym samym roku uzyskała także II stopień specjalizacji z okulistyki (kierownikiem specjalizacji była Anna Kamińska). 
Po zakończeniu studiów doktoranckich w 2001 roku została zatrudniona w Samodzielnym Publicznym Klinicznym Szpitalu Okulistycznym w Warszawie, będącym siedzibą Kliniki Okulistyki II Wydziału Lekarskiego WUM. W 2012 roku została zatrudniona na etacie Warszawskiego Uniwersytetu Medycznego. W 2014 roku awansowała na macierzystej uczelni na stanowisko adiunkta.
Habilitowała się w 2019 roku na podstawie oceny dorobku naukowego oraz cyklu publikacji pt. "Zastosowanie techniki optyki adaptywnej (rtx1) do analizy mikrokrążenia siatkówkowego i morfologii fotoreceptorów siatkówki u osób zdrowych i z zaburzeniami metabolicznymi". 
Główne zainteresowania badawcze A. Zaleskiej-Żmijewskiej dotyczą: badań przesiewowych w okulistyce, rozpoznawania i leczenia jaskry, alergii ocznych oraz powikłań ocznych chorób ogólnoustrojowych (nadciśnienia tętniczego, zaburzeń rytmu, cukrzycy). 
Swoje prace publikowała m.in. w takich czasopismach okulistycznych jak: "Journal of Ophthalmology", "Documenta Ophthalmologica" oraz "Klinika Oczna".
Jest członkinią Polskiego Towarzystwa Okulistycznego.